# Alekszandr Sztyepanovics Viktorenko
Alekszandr Sztyepanovics Viktorenko (oroszul: Александр Степанович Викторенко) (Olginka, Kazahsztán, 1947. március 27. – 2023. augusztus 10.) szovjet-orosz űrhajós.

## Életpálya
1969-ben  Orenburgban a katonai repülőfőiskolán szerzett diplomát. A légierő ezredespilótája, majd berepülőpilóta volt. 1978. május 23-tól részesült űrhajóskiképzésben. 1979-ben a kiképzés során súlyos balesetet szenvedett. Összesen 498 napot, 1 órát és 33 percet töltött a világűrben. Űrhajós pályafutását 1987. május 30-án fejezte be. Az űrhajósok oktatási központjának polgári alkalmazottja. 1997. május 30-án vonult nyugállományba.

## Űrrepülések
- Szojuz TM–3 parancsnoka – az Interkozmosz program keretében a szír Muhammed Ahmed Faris kutatóűrhajóst vitte a Szaljut–6  űrállomásra
- Szojuz TM–8 parancsnoka – az 5. hosszú távú legénységet szállította a Mir űrállomásra
- Szojuz TM–14 parancsnoka – az első orosz űrrepülés, az Interkozmosz keretében a  második német űrhajóst, Klaus Dietrich Flade vitte a Mir űrállomásra
- Szojuz TM–20 parancsnok – a 20. expedíció, a 3. német űrhajóst Ulf Dietrich Merboldot szállította a Mir űrállomásra

Bélyegen is megörökítették az űrrepülését.

### Tartalék személyzet
- Szojuz T–14 tartalék parancsnok – a 9. személyzet szállította a Szaljut–7 űrállomásra
- Szojuz T–15 tartalék parancsnok – személyzetet szállított a Szaljut–7 űrállomásra
- Szojuz TM–7 tartalék parancsnok – az első francia űrhajóst Jean-Loup Chrétient szállította a Szojuz–7 űrállomásra
- Szojuz TM–13 tartalék parancsnok – az első osztrák űrhajóst Franz Artur Viehböck szállította a Mir űrállomásra
- Szojuz TM–19 tartalék parancsnok – az űrhajósok új nemzedékének két tagját szállította a Mir űrállomásra

## Kitüntetések
Megkapta a Szovjetunió Hőse és a Lenin-rend kitüntetést.